# Sanghalia kerandeli
Sanghalia kerandeli is een vliesvleugelig insect uit de familie Encyrtidae. De wetenschappelijke naam is voor het eerst geldig gepubliceerd in 1955 door Jean Risbec.